# Sessiluncus aegypticus
Sessiluncus aegypticus är en spindeldjursart som beskrevs av Nasr e Afifi 1984. Sessiluncus aegypticus ingår i släktet Sessiluncus och familjen Ologamasidae. Inga underarter finns listade i Catalogue of Life.